# Rönnkobben (Saltvik, Åland)
Rönnkobben är skär i Åland (Finland). De ligger i Skärgårdshavet och i kommunen Saltvik i landskapet Åland, i den sydvästra delen av landet. Öarna ligger omkring 40 kilometer norr om Mariehamn och omkring 260 kilometer väster om Helsingfors.
Arean för den av öarna koordinaterna pekar på är 1,4 hektar och dess största längd är 180 meter i sydöst-nordvästlig riktning. Trakten är glest befolkad. Närmaste större samhälle är Saltvik, 18,7 km söder om Rönnkobben.